# Фратта-Полезине
Фра́тта-Полези́не (итал. Fratta Polesine, вен. Frata Połesine) — коммуна в Италии, располагается в провинции Ровиго области Венеция.
Население составляет 2759 человек (на 2003 г.), плотность населения — 138 чел./км². Занимает площадь 20 км². Почтовый индекс — 45025. Телефонный код — 0425.
Покровителем коммуны почитается святой апостол Пётр. Праздник ежегодно отмечается 29 июня.